# VIII століття до н. е.
8 століття до н. е. — період від 1 січня 800 до 31 грудня 701 років до н. е.

## Події
- Початок писання Біблії;
- Поширення індуїзму на південь і схід Індії;
- Створення Аюрведи;
- Період Чуньцю в Китаї, послаблення влади чжоуських ванів; Чжоу розпадається.
- Вторгнення до Китаю жунів (гуаньжунів; аньжунів; шаньжунів)
- Китай — епоха «Весни і осені».
- Культура Мітла в Мексиці;
- Заснування Риму Ромулом.